# Iain McCulloch
John Balfour McCulloch, più conosciuto con il soprannome Iain McCulloch (Londra, 28 dicembre 1954) è un ex calciatore scozzese, di ruolo attaccante.

## Carriera

### Club
Esordisce tra i professionisti all'età di 19 anni con il Kilmarnock, club della sua città natale, con cui nella stagione 1973-1974 conquista una promozione dalla seconda alla prima divisione scozzese, seguita poi da un'immediata retrocessione nella stagione successiva; in generale, i suoi cinque anni di permanenza in squadra (rimane infatti al Kilmarnock fino al termine della stagione 1977-1978) sono caratterizzati da un continuo cambio di categoria: nella stagione 1975-1976 arriva infatti una nuova promozione in prima divisione, seguita da un'altra retrocessione nella stagione 1976-1977 ed infine da un'ultima stagione in seconda divisione. Il suo bilancio totale in squadra è di 115 presenze e 14 reti in partite di campionato.
Nell'estate del 1978 viene ceduto agli inglesi del Notts County, con cui trascorre tre stagioni consecutive giocando da titolare nella seconda divisione inglese, fino al termine della stagione 1980-1981, quando le Magpies conquistano una promozione in prima divisione: nella stagione 1981-1982 esordisce in tale categoria, in cui mette a segno 16 reti in 40 presenze. Successivamente nella stagione 1982-1983 realizza 10 reti in 34 presenze, mentre nella stagione 1983-1984, che i bianconeri terminano con una retrocessione in seconda divisione, gioca 22 partite senza mai segnare, arrivando così ad un totale di 96 presenze e 26 reti in carriera in tale categoria. Si ritira nel 1985, dopo una stagione con i semiprofessionisti del Kettering Town.

### Nazionale
Nel 1982 ha giocato 2 partite nella nazionale scozzese Under-21.

## Palmarès

### Club

#### Competizioni regionali
- Northamptonshire Senior Cup: 1

Kettering Town: 1984-1985
- Maunsell Cup: 1

Kettering Town: 1984-1985